# Вольфганг Лют
Вольфганг Лют (нім. Wolfgang Lüth; 15 жовтня 1913, Рига — 14 травня 1945, Фленсбург) — німецький офіцер-підводник часів Третього Рейху, капітан-цур-зее Крігсмаріне (1944). Другий за результативністю командир підводного човна U-Boot, на рахунку якого 46 затоплених транспортних суден противника та французький підводний човен «Доріс», загальним тоннажем 230 781 реєстрових тон. Один з двох кавалерів Лицарського хреста з дубовим листям, мечами та діамантами серед підводників (1943).

## Життєпис
1933 року вступив в крігсмаріне. З 30 грудня 1939 року — командир підводного човна U-9, з 27 січня 1940 року — U-138, з 21 жовтня 1940 року — U-43, з 9 травня 1942 року — призначений командиром підводного човна U-181.
До листопада 1943 він потопив 43 кораблі (225 712 бртт) і 1 підводний човен союзників, ставши другим за результативністю підводним асом Другої світової війни після Отто Кречмера.
У січні 1944 року Лют призначений командувачем навчальної 22-ї флотилії підводних човнів крігсмаріне. З 1 серпня 1944 року — начальник військово-морського училища в Мюрвіке, поблизу Фленсбурга, що став згодом резиденцією уряду Деніца.
Вольфганг Лют був застрелений німецьким вартовим 13 травня 1945 року, через 5 днів після закінчення війни, але до того, як було заарештовано уряд Деніца. Солдат був виправданий, оскільки Лют не відповів на триразове питання «Стій, хто йде?».
Він був похований у Фленсбурзі з усіма військовими почестями. Це був останній урочистий похорон в історії Третього рейху.

## Сім'я
В 1939 році одружився з дочкою капітана торгового судна Ільзою Лерх. В шлюбі народились 2 синів і 2 дочки (23 грудня 1944 року Ільза була нагороджена почесним хрестом німецької матері в бронзі).
Військова кар'єра
- 1 квітня 1933 — кадет
- 23 вересня 1933 — кадет ВМС
- 1 липня 1934 — фенрих ВМС
- 1 квітня 1936 — обер-фенрих ВМС
- 1 жовтня 1936 — лейтенант-цур-зее
- 1 червня 1938 — обер-лейтенант-цур-зее
- 1 січня 1941 — капітан-лейтенант
- 1 квітня 1943 — корветтен-капітан
- 1 серпня 1944 — фрегаттен-капітан
- 1 вересня 1944 — капітан-цур-зее